# 稻富站
稻富站（日语：／ Inatomi eki */?）是位於岐阜縣揖斐郡大野町，名古屋鐵道谷汲線的鐵道車站（廢站）。

## 歷史
在1926年，谷汲線的前身的谷汲鐵道開設此站。當初的計劃是在更地站附近設置稻富站。當時計劃於此站至赤石站之間使用較短距離走線，利用隧道連接兩地。在這個方案中，預定在此站西方附近建設「寺內站」（後來由於隧道方案需要較多資金興建，因此放棄了這個方案）。
當初此站沒有列車交會設備。隨著檢討在谷汲山華嚴寺十一面觀世音菩薩御開帳期間實施臨時時間表，雖然在更地站設有列車交會設備，但是由於該站位置問題使不能配合列車時間表順暢地行走，因此便把列車交會設備遷移至稻富站。在御開帳期間的臨時時間表中會設有列車在此站交會，在其他時期由於不會使用該設備，因此一度撤走，在再次實施臨時時間表時再次加設該設備。
- 1926年（大正15年）4月6日 - 谷汲鐵道黑野站至谷汲站之間開通，此站啟用[8][9]。
- 1927年（昭和2年）2月1日 - 在同年4月1日起，為了配合御開帳而實施臨時時間表（每20分鐘一班）因此車站向黑野一方遷移，並加設列車交會設備[4]。
- 1944年（昭和19年）
  - 3月1日 - 谷汲鐵道被名古屋鐵道收購合併，成為名古屋鐵道谷汲線的車站[9]。
  - 日期不詳 - 側線（列車交會設備）和信號機被撤走[5]。
- 1948年（昭和23年）11月1日前 - 成為無人車站[10]。
- 1950年（昭和25年） - 隨著再次配合舉行御開帳，交會設備再次設置重用[6]。
- 約1975年 - 再次撤走交會設備[7]（除了轉轍器外其他設備均撤走了。而轉轍器本身在之前已經撤走[11]）。
- 2001年（平成13年）10月1日 - 谷汲線全線廢除，此站也被廢除[12]。

## 車站構造
截至車站廢除前，此站是地面車站，設有1面1線的單式月台。而該月台本身可作為島式月台，但是在廢除前已經把一邊的路軌和轉轍器撤走，使不能夠進行列車交會。

### 配線圖
| ← 谷汲方向      | 稻富站 站內配線略圖 | → 黑野方向 |
| 图例 参考文献： |                     |            |

## 使用狀況
- 在中提及在1992年度，當時1日平均上下車人次為120人，為除岐阜市內線均一車費區間內各站（岐阜市內線、田神線、美濃町線徹明町站至琴塚站之間）外名鐵所有車站（342站）中排名第334，揖斐線、谷汲線之間（24站）排名第19[1]。

## 相鄰車站
名古屋鐵道
谷汲線
豐木－稻富－更地

## 注腳
1. 1 2  名古屋鐵道廣報宣傳部（編）. . 名古屋鐵道. 1994: 651–653.
2. ↑  大島一朗. . 岐阜新聞社. 2005: 17. ISBN 978-4877970963 （日语）.
3. ↑  大島一朗. . 岐阜新聞社. 2005: 19. ISBN 978-4877970963 （日语）.
4. 1 2  大島一朗. . 岐阜新聞社. 2005: 37. ISBN 978-4877970963 （日语）.
5. 1 2  大島一朗. . 岐阜新聞社. 2005: 67. ISBN 978-4877970963 （日语）.
6. 1 2  大島一朗. . 岐阜新聞社. 2005: 70. ISBN 978-4877970963 （日语）.
7. 1 2  大島一朗. . 岐阜新聞社. 2005: 92. ISBN 978-4877970963 （日语）.
8. ↑  「地方鉄道運輸開始」《官報》1926年4月13日（國立國會圖書館數碼化資料）
9. 1 2  . 鄉土出版社（日语：郷土出版社）. 1997: 220–230. ISBN 4-87670-097-4 （日语）.
10. ↑  名古屋鉄道広報宣伝部（編）. . 名古屋鐵道. 1994: 882 （日语）.
11. ↑  大島一朗. . 岐阜新聞社. 2005: 182. ISBN 978-4877970963 （日语）.
12. ↑  今尾惠介（監修）.  7 東海. 新潮社. 2008: 52–53. ISBN 978-4-10-790025-8 （日语）.
13. ↑  大島一朗. . 岐阜新聞社. 2005: 181. ISBN 978-4877970963 （日语）.
14. ↑  電氣車研究會（日语：電気車研究会），《鐵道畫刊（日语：鉄道ピクトリアル）》通卷第473號 1986年12月 臨時增刊号 「特集 - 名古屋鐵道」，附圖「名古屋鐵道路線略圖」